# Gran Premio di Stiria
Il Gran Premio di Stiria è una gara automobilistica di Formula 1 che si è svolta tra il 2020 e il 2021 sul circuito di Spielberg, nell'omonima regione austriaca.

## Storia
In seguito alla pandemia di COVID-19 scoppiata a gennaio del 2020, la FIA ha dovuto stravolgere il calendario della stagione, attuando cancellazioni e rinvii per il protrarsi dell'emergenza sanitaria a livello mondiale. Il 2 giugno la Federazione pubblica ufficialmente il nuovo parziale calendario delle gare europee per la parte estiva del campionato, facendo iniziare l'annata con un doppio appuntamento al Red Bull Ring.
Dato il divieto di chiamare due prove diverse con il medesimo nome in uno stesso campionato, la Federazione denomina il primo appuntamento "Gran Premio d'Austria" come di consueto, mentre il secondo "Gran Premio di Stiria" (Pirelli Großer Preis der Steiermark per motivi di sponsorizzazione), dal nome del land in cui si trova l'autodromo di Spielberg.
Per la prima volta nella storia del mondiale di Formula 1 uno stesso circuito ospita due gare nella stessa stagione. L'ultimo tracciato a ospitare più gare, con vetture di Formula 1, nello stesso anno, era stato il circuito di Brands Hatch, che ospitò, nel 1982, due prove del campionato britannico di Formula 1, oltre che il Gran Premio di Gran Bretagna, prova valida per il campionato mondiale.
È la prima gara iridata a non essere intitolata ad una nazione, ad una città o ad un'area geografica vasta, ma ad una suddivisione territoriale di uno stato (anche se è presente il Gran Premio di Abu Dhabi, con quest'ultimo che è sia la città che l'emirato di cui è capitale, facente parte dello stato degli Emirati Arabi Uniti).
L'intitolazione di gare automobilistiche alla Stiria non è una novità assoluta. Il 17 maggio 1970 venne disputato sull'Österreichring, versione più lunga dell'attuale Red Bull Ring, il Preis der Steiermark (Premio di Stiria), appuntamento che vide gare con vetture di Formula 3, Formula V e vetture turismo. La gara dedicata alla Formula 3, disputata su due manche da 15 giri ciascuna, venne vinta dal pilota svedese Freddy Kottulinsky, su Lotus 59-Ford. Lo svedese precedette James Hunt (che vinse la seconda manche), mentre Niki Lauda chiuse sesto. La gara per vetture turismo, valida quale prova del campionato nazionale, fu conquistata da Gerd Krammer su Alfa Romeo 2000 GTA.
Il Gran Premio viene confermato anche per la stagione 2021, venendo aggiunto al calendario in sostituzione della posticipazione del Gran Premio di Turchia a causa delle restrizioni imposte dal Regno Unito ai viaggiatori provenienti dal Paese turco per via delle problematiche dettate dalla pandemia di COVID-19. Ufficialmente la corsa nel 2021 è denominata BWT Großer Preis der Steiermark per motivi di sponsorizzazione.

## Albo d'oro
| Anno | Circuito      | Pilota         | Vettura               | Resoconto |
| ---- | ------------- | -------------- | --------------------- | --------- |
| 2020 | Red Bull Ring | Lewis Hamilton | Mercedes              | Resoconto |
| 2021 | Red Bull Ring | Max Verstappen | Red Bull Racing-Honda | Resoconto |

## Statistiche
Le statistiche si riferiscono alle sole edizioni valide per il campionato del mondo di Formula 1 e sono aggiornate al Gran Premio di Stiria 2021.

### Vittorie per pilota
| Pos. | Pilota         | Vittorie |
| ---- | -------------- | -------- |
| 1    | Lewis Hamilton | 1        |
| =    | Max Verstappen | 1        |

### Vittorie per costruttore
| Pos. | Costruttore | Vittorie |
| ---- | ----------- | -------- |
| 1    | Mercedes    | 1        |
| =    | Red Bull    | 1        |

### Vittorie per motore
| Pos. | Motore   | Vittorie |
| ---- | -------- | -------- |
| 1    | Mercedes | 1        |
| =    | Honda    | 1        |

### Pole position per pilota
| Pos. | Pilota         | Pole |
| ---- | -------------- | ---- |
| 1    | Lewis Hamilton | 1    |
| =    | Max Verstappen | 1    |

### Pole position per costruttore
| Pos. | Costruttore | Pole |
| ---- | ----------- | ---- |
| 1    | Mercedes    | 1    |
| =    | Red Bull    | 1    |

### Pole position per motore
| Pos. | Motore   | Pole |
| ---- | -------- | ---- |
| 1    | Mercedes | 1    |
| =    | Honda    | 1    |

### Giri veloci per pilota
| Pos. | Pilota           | GPV |
| ---- | ---------------- | --- |
| 1    | Carlos Sainz Jr. | 1   |
| =    | Lewis Hamilton   | 1   |

### Giri veloci per costruttore
| Pos. | Costruttore | GPV |
| ---- | ----------- | --- |
| 1    | McLaren     | 1   |
| =    | Mercedes    | 1   |

### Giri veloci per motore
| Pos. | Motore   | GPV |
| ---- | -------- | --- |
| 1    | Renault  | 1   |
| =    | Mercedes | 1   |

### Podi per pilota
| Pos. | Pilota          | Podi |
| ---- | --------------- | ---- |
| 1    | Lewis Hamilton  | 2    |
| =    | Valtteri Bottas | 2    |
| =    | Max Verstappen  | 2    |

### Podi per costruttore
| Pos. | Costruttore | Podi |
| ---- | ----------- | ---- |
| 1    | Mercedes    | 4    |
| 2    | Red Bull    | 2    |

### Podi per motore
| Pos. | Motore   | Podi |
| ---- | -------- | ---- |
| 1    | Mercedes | 4    |
| 2    | Honda    | 2    |

### Punti per pilota
| Pos. | Pilota           | Punti |
| ---- | ---------------- | ----- |
| 1    | Lewis Hamilton   | 44    |
| 2    | Max Verstappen   | 40    |
| 3    | Valtteri Bottas  | 33    |
| 4    | Lando Norris     | 20    |
| =    | Sergio Pérez     | 20    |
| 6    | Alexander Albon  | 12    |
| 7    | Carlos Sainz Jr. | 11    |
| 8    | Lance Stroll     | 10    |
| 9    | Charles Leclerc  | 6     |
| 10   | Daniel Ricciardo | 4     |

### Punti per costruttore
| Pos. | Costruttore  | Punti |
| ---- | ------------ | ----- |
| 1    | Mercedes     | 77    |
| 2    | Red Bull     | 64    |
| 3    | McLaren      | 23    |
| 4    | Ferrari      | 14    |
| 5    | Renault      | 6     |
| 6    | Aston Martin | 3     |
| 7    | AlphaTauri   | 2     |

### Punti per motore
| Pos. | Motore   | Punti |
| ---- | -------- | ----- |
| 1    | Mercedes | 90    |
| 2    | Honda    | 66    |
| 3    | Renault  | 19    |
| 4    | Ferrari  | 14    |